# الأرض والسماء
الأرض والسماء  هو برنامج أو سلسلة إذاعية يومية تُقدِّم معلومات عن  العلوم والطبيعة.  بدأ بث البرنامج في عام 1991، وقد أنشأه المنتجان ديبورا بيرد و جويل بلوك، اللذان كانا أيضًا مضيفين للبرنامج. وقد عملا سابقًا كمضيفين في برنامج تاريخ النجوم، الذي بدأ بثه في الولايات المتحدة في عام 1977م.

## وصف
قدَم برنامج الأرض والسماء حلقات إذاعية مدتها 60 و90 ثانية تسمّى (الوحدات)، تناولت مجموعة واسعة من المواضيع العلمية، شملت التواصل من خلال الراديو الأرضي وكذلك راديو الأقمار الصناعية وراديو الإنترنت. وبثّ برنامج الأرض والسماء مرة واحدة أو أكثر من كل يوم على الإذاعة الوطنية العامة، ومحطات الإذاعة العامة الأخرى، و80 محطة تابعة لضعاف البصر، وعبر 35 قناة على كل من الإذاعة الساتلية وسيريوس راديو الأقمار الصناعية في الولايات المتحدة خارج البلاد، وقد سُمع البرنامج على راديو القوات الأمريكية، وإذاعة صوت أمريكا، وشبكة الراديو العالمية.
المعلومات الواردة على برنامج الأرض والسماء جاءت مباشرة من العلماء، الذين يتواصل معهم منتجا البرنامج بشكل يومي ومباشر.انضم أكثر من 500 عالم إلى برنامج الأرض والسماء كمستشارين متطوعين، يقترحون المحتوى ويقدمون الملاحظات؛ كما تمت توصية خبراء آخرين لاستعراض النصوص للتأكد من دقتها قبل تسجيلها للبث.
أظهر برنامج الأرض والسماء العديد من مجالات العلوم في 2006م، كان يركز على تكنولوجيا النانو، النساء في العلوم، مراقبة الأرض، الفيزياء الفلكية والفضاء، والعالم البشري.
تم بث الحلقة الأخيرة من برنامج الأرض والسماء في 2 يونيو 2013م.
قال الرئيس والمؤسس المشارك ديبورا بيرد: إنه «بالرغم من وجود خيارات تمويل لمواصلة البرنامج الإذاعي، إلا إنه إتُخِذَ قرار بإيقاف إنتاج البرنامج الإذاعي من أجل التركيز على الموقع الإلكتروني ووسائل التواصل الاجتماعي».